# Nicolae Petrescu (teolog)
Nicolae Petrescu (n. 2 aprilie 1908, comuna Laloșu, județul Vâlcea – d. 2001, Craiova) a fost un teolog, preot și profesor român.

## Biografie
S-a născut la data de 2 aprilie 1908 în localitatea Laloșu, județul Vâlcea.
Între 1922-1927 studiază la liceul din Râmnicu Vâlcea, după care urmează cursurile Seminariilor „Sf. Grigorie Decapolitul” din Craiova (1927-1930) și „Sf. Nicolae” din Râmnicu Vâlcea (1930-1931).
Între 1931-1935 urmează cursurile Facultății de Teologie din București, iar în 1936 cursurile Seminarului Pedagogic Universitar din București.
În 1933 ajunge preot în Băile Olănești (până în 1938), iar mai apoi profesor de religie la liceul din Gheorgheni (1938-1940).
Între 1940-1948 este profesor la liceele „Elena Cuza”, „Frații Buzești” și Colegiul „Nicolae Bălcescu”, toate din Craiova. Între 1949-1956 este profesor de istorie la aceleași licee.
Între 1955-1977 activează ca profesor de limbi clasice și discipline teologice la Seminarul Teologic din Mofleni-Craiova.
A publicat trei manuale pentru seminariile teologice, dar și numeroase studii, articole sau traduceri (îndeosebi din Sfinții Vasile cel Mare și Sofronie al Ierusalimului) în diferite periodice bisericești, mai ales în revista „Mitropolia Olteniei”.

## Decesul
Moare în anul 2001 la Craiova, la vârsta de 93 de ani.

## Lucrări

### Cărți
- Explicarea Apostolelor duminicale. Manual pentru Seminariile teologice, Editura Institutului Biblic și de Misiune al B.O.R., București, 1975, 351 p.
- Omiletica. Manual pentru Seminariile teologice, Editura Institutului Biblic și de Misiune al B.O.R., București, 1977, 280 p.
- Catehetica. Manual pentru Seminariile teologice, Editura Institutului Biblic și de Misiune al B.O.R., București, 1978, 304 p.

### Articole
- Note exegetice cu privire la capitolul 28, 17 din Sfânta Evanghelie de la Matei, în „Mitropolia Olteniei”, XVII, nr.5-6, 1965, pp. 557–567
- Epistolă către Efeseni, V. 32-33. Note exegetice, în „Mitropolia Olteniei”, XIX, nr. 1-2, 1967, pp. 3–27
- Observații și propuneri cu privire la traducerea Noului Testament (Faptele Apostolilor), în „Mitropolia Olteniei”, XXI, nr. 9-10, 1968, pp. 714–721
- Învățătura despre preoție după Sf. Grigorie de Nazianz și chipul de preot al lui însuși, în „Mitropolia Olteniei”, XVIII, nr. 5-6, 1966, pp. 391–399;
- Învățătura Sfântului loan Gură de Aur despre preoție și chipul lui însuși de păstor sufletesc, în „Mitropolia Bucureștilor”, XVIII, nr.4-6, 1968, pp. 244–259
- Teme moral-sociale în operele literaturii creștine, în „Mitropolia Olteniei”, XX, nr. 1-2, 1968, pp. 12–22
- Sfântul Vasile cel Mare neobosit apărător al unității dreptei credințe, în „Mitropolia Bucureștilor”, XXIX, nr. 10-12, 1979, pp. 634–648
- Scrisori ale Sf. Vasile cel Mare. Documente de strădania pentru păstrarea și apărarea unității dreptei credințe, în „Biserica Ortodoxă Română”, nr. 7-8, 1982, pp. 650–662